# Collegio di Totnes
Totnes è stato un collegio elettorale inglese situato nel Devon e rappresentato alla Camera dei comuni del parlamento del Regno Unito. Eleggeva un membro del parlamento con il sistema maggioritario a turno unico; il collegio è stato abolito in occasione della revisione periodica del 2024.

## Estensione
- 1885-1918: il Municipal Borough di Totnes e le divisioni sessionali di Ermington and Plympton e Stanborough and Coleridge.
- 1918-1950: il Municipal Borough di Totnes, i distretti urbani di Ashburton, Buckfastleigh, Kingsbridge, Newton Abbot, Salcombe e Teignmouth, il distretto rurale di Kingsbridge e parti dei distretti rurali di Newton Abbot e Totnes.
- 1950-1974: i Municipal Borough di Clifton, Dartmouth, Hardness e Totnes, i distretti urbani di Ashburton, Buckfastleigh, Kingsbridge, Newton Abbot e Salcombe, i distretti rurali di Kingsbridge e Newton Abbot e parte del distretto rurale di Totnes.
- 1974-1983: i Municipal Borough di Clifton, Dartmouth, Hardness e Totnes, i distretti urbani di Ashburton, Buckfastleigh, Kingsbridge, Newton Abbot e Salcombe e i distretti rurali di Kingsbridge, Newton Abbot e Totnes.
- 1997-2010: i ward del distretto di South Hams di Avon and Harbourne, Avonleigh, Dartington, Dartmouth Clifton, Dartmouth Hardness, Dart Valley, Eastmoor, Garabrook, Kingsbridge, Kingswear, Malborough, Marldon, Salcombe, Saltstone, Skerries, South Brent, Stoke Gabriel, Stokenham, Thurlestone, Totnes, Totnes Bridgetown e West Dart, i ward del Borough di Torbay di Blatchcombe, Furzeham with Churston, e St Peter's with St Mary's, e i ward del distretto di Teignbridge di Ambrook, Ashburton e Buckfastleigh.
- 2010-2024: i ward del distretto di South Hams di of Allington and Loddiswell, Avon and Harbourne, Dartington, Dartmouth and Kingswear, Dartmouth Townstal, East Dart, Eastmoor, Kingsbridge East, Kingsbridge North, Marldon, Salcombe and Malborough, Saltstone, Skerries, South Brent, Stokenham, Thurlestone, Totnes Bridgetown, Totnes Town, West Dart e Westville and Alvington e i ward del Borough di Torbay di Berry Head with Furzeham, Blatchcombe, Churston with Galmpton e St Mary’s with Summercombe.

Il collegio di Totnes copriva la parte orientale del distretto di South Hams del Devon, incluse le città di Totnes, Dartmouth, Kingsbridge e Salcombe, oltre a parti dell'autorità unitaria di Torbay, tra cui la città di Brixham.

## Membri del parlamento dal 1885
| Elezione | Elezione        | Deputato                | Partito               |
| -------- | --------------- | ----------------------- | --------------------- |
|          | 1885            | Francis Bingham Mildmay | Liberale              |
|          | 1886            | Francis Bingham Mildmay | Liberale Unionista    |
|          | 1912            | Francis Bingham Mildmay | Unionista             |
| 1922     | Samuel Harvey   | Conservatore            |                       |
|          | 1923            | Henry Harvey Vivian     | Liberale              |
|          | 1924            | Samuel Harvey           | Conservatore          |
| 1935     | Ralph Rayner    |                         | Conservatore          |
| 1955     | Ray Mawby       |                         | Conservatore          |
|          | 1983            | Collegio abolito        | Collegio abolito      |
|          | 1997            | Collegio ri-istituito   | Collegio ri-istituito |
|          | 1997            | Anthony Steen           | Conservatore          |
| 2010     | Sarah Wollaston |                         | Conservatore          |
|          | Sarah Wollaston | 2019                    | Change UK             |
|          | Sarah Wollaston | 2019                    | Indipendente          |
|          | Sarah Wollaston | 2019                    | Lib Dem               |
|          | 2019            | Anthony Mangnall        | Conservatore          |
|          | 2024            | Collegio abolito        | Collegio abolito      |

## Elezioni

### Elezioni negli anni 2010
| Partito                    | Partito                                   | Candidato                  | Risultati 12 dicembre 2019 | Risultati 12 dicembre 2019 |
| Partito                    | Partito                                   | Candidato                  | Voti                       | %                          |
| -------------------------- | ----------------------------------------- | -------------------------- | -------------------------- | -------------------------- |
|                            | Conservatore                              | Anthony Mangnall           | 27 751                     | 53,18                      |
|                            | Lib Dem                                   | Sarah Wollaston            | 15 027                     | 28,80                      |
|                            | Laburista                                 | Louise Webberley           | 8 860                      | 16,98                      |
|                            | Indipendente                              | John Kitson                | 544                        | 1,04                       |
|                            |                                           |                            |                            |                            |
| Iscritti                   | Iscritti                                  | Iscritti                   | 69 863                     | 100,00                     |
| ↳ Votanti (% su iscritti)  | ↳ Votanti (% su iscritti)                 | ↳ Votanti (% su iscritti)  | 52 182                     | 74,69                      |
| ↳ Astenuti (% su iscritti) | ↳ Astenuti (% su iscritti)                | ↳ Astenuti (% su iscritti) | 17 681                     | 25,31                      |
|                            |                                           |                            |                            |                            |
|                            | Esito: collegio confermato a Conservatore |                            |                            |                            |

| Partito                    | Partito                                   | Candidato                  | Risultati 8 giugno 2017 | Risultati 8 giugno 2017 |
| Partito                    | Partito                                   | Candidato                  | Voti                    | %                       |
| -------------------------- | ----------------------------------------- | -------------------------- | ----------------------- | ----------------------- |
|                            | Conservatore                              | Sarah Wollaston            | 26 972                  | 53,65                   |
|                            | Laburista                                 | Gerrie Messer              | 13 495                  | 26,85                   |
|                            | Lib Dem                                   | Julian Brazil              | 6 466                   | 12,86                   |
|                            | Verdi                                     | Jacqi Hodgson              | 2 097                   | 4,17                    |
|                            | UKIP                                      | Steven Harvey              | 1 240                   | 2,47                    |
|                            |                                           |                            |                         |                         |
| Iscritti                   | Iscritti                                  | Iscritti                   | 68 910                  | 100,00                  |
| ↳ Votanti (% su iscritti)  | ↳ Votanti (% su iscritti)                 | ↳ Votanti (% su iscritti)  | 50 353                  | 73,07                   |
| ↳ Astenuti (% su iscritti) | ↳ Astenuti (% su iscritti)                | ↳ Astenuti (% su iscritti) | 18 557                  | 26,93                   |
|                            |                                           |                            |                         |                         |
|                            | Esito: collegio confermato a Conservatore |                            |                         |                         |

| Partito                    | Partito                                   | Candidato                  | Risultati 7 maggio 2015 | Risultati 7 maggio 2015 |
| Partito                    | Partito                                   | Candidato                  | Voti                    | %                       |
| -------------------------- | ----------------------------------------- | -------------------------- | ----------------------- | ----------------------- |
|                            | Conservatore                              | Sarah Wollaston            | 24 941                  | 52,96                   |
|                            | UKIP                                      | Justin Haque               | 6 656                   | 14,13                   |
|                            | Laburista                                 | Nicky Williams             | 5 988                   | 12,71                   |
|                            | Lib Dem                                   | Gill Coombs                | 4 845                   | 10,29                   |
|                            | Verdi                                     | Julian Brazil              | 4 667                   | 9,91                    |
|                            |                                           |                            |                         |                         |
| Iscritti                   | Iscritti                                  | Iscritti                   | 68 654                  | 100,00                  |
| ↳ Votanti (% su iscritti)  | ↳ Votanti (% su iscritti)                 | ↳ Votanti (% su iscritti)  | 47 097                  | 68,60                   |
| ↳ Astenuti (% su iscritti) | ↳ Astenuti (% su iscritti)                | ↳ Astenuti (% su iscritti) | 21 557                  | 31,40                   |
|                            |                                           |                            |                         |                         |
|                            | Esito: collegio confermato a Conservatore |                            |                         |                         |

| Partito                    | Partito                                   | Candidato                  | Risultati 6 maggio 2010 | Risultati 6 maggio 2010 |
| Partito                    | Partito                                   | Candidato                  | Voti                    | %                       |
| -------------------------- | ----------------------------------------- | -------------------------- | ----------------------- | ----------------------- |
|                            | Conservatore                              | Sarah Wollaston            | 21 940                  | 45,86                   |
|                            | Lib Dem                                   | Julian Brazil              | 17 013                  | 35,56                   |
|                            | Laburista                                 | Carole Whitty              | 3 538                   | 7,40                    |
|                            | UKIP                                      | Jeffrey Beer               | 2 890                   | 6,04                    |
|                            | Verdi                                     | Lydia Somerville           | 1 181                   | 2,47                    |
|                            | BNP                                       | Mike Turner                | 624                     | 1,30                    |
|                            | Indipendente                              | Simon Drew                 | 390                     | 0,82                    |
|                            | Indipendente                              | Stephen Hopwood            | 267                     | 0,56                    |
|                            |                                           |                            |                         |                         |
| Iscritti                   | Iscritti                                  | Iscritti                   | 67 958                  | 100,00                  |
| ↳ Votanti (% su iscritti)  | ↳ Votanti (% su iscritti)                 | ↳ Votanti (% su iscritti)  | 47 843                  | 70,40                   |
| ↳ Astenuti (% su iscritti) | ↳ Astenuti (% su iscritti)                | ↳ Astenuti (% su iscritti) | 20 115                  | 29,60                   |
|                            |                                           |                            |                         |                         |
|                            | Esito: collegio confermato a Conservatore |                            |                         |                         |

### Elezioni negli anni 2000
| Partito                    | Partito                                   | Candidato                  | Risultati 5 maggio 2005 | Risultati 5 maggio 2005 |
| Partito                    | Partito                                   | Candidato                  | Voti                    | %                       |
| -------------------------- | ----------------------------------------- | -------------------------- | ----------------------- | ----------------------- |
|                            | Conservatore                              | Anthony Steen              | 21 112                  | 41,74                   |
|                            | Lib Dem                                   | Mike Treleaven             | 19 165                  | 37,89                   |
|                            | Laburista                                 | Valerie Burns              | 6 185                   | 12,23                   |
|                            | UKIP                                      | Roger Knapman              | 3 914                   | 7,74                    |
|                            | Indipendente                              | Michael Thompson           | 199                     | 0,39                    |
|                            |                                           |                            |                         |                         |
| Iscritti                   | Iscritti                                  | Iscritti                   | 74 704                  | 100,00                  |
| ↳ Votanti (% su iscritti)  | ↳ Votanti (% su iscritti)                 | ↳ Votanti (% su iscritti)  | 50 575                  | 67,70                   |
| ↳ Astenuti (% su iscritti) | ↳ Astenuti (% su iscritti)                | ↳ Astenuti (% su iscritti) | 24 129                  | 32,30                   |
|                            |                                           |                            |                         |                         |
|                            | Esito: collegio confermato a Conservatore |                            |                         |                         |

| Partito                    | Partito                                   | Candidato                  | Risultati 7 giugno 2001 | Risultati 7 giugno 2001 |
| Partito                    | Partito                                   | Candidato                  | Voti                    | %                       |
| -------------------------- | ----------------------------------------- | -------------------------- | ----------------------- | ----------------------- |
|                            | Conservatore                              | Anthony Steen              | 21 914                  | 44,50                   |
|                            | Lib Dem                                   | Rachel Oliver              | 18 317                  | 37,19                   |
|                            | Laburista                                 | Thomas Wildy               | 6 005                   | 12,19                   |
|                            | UKIP                                      | Craig Mackinlay            | 3 010                   | 6,11                    |
|                            |                                           |                            |                         |                         |
| Iscritti                   | Iscritti                                  | Iscritti                   | 72 527                  | 100,00                  |
| ↳ Votanti (% su iscritti)  | ↳ Votanti (% su iscritti)                 | ↳ Votanti (% su iscritti)  | 49 246                  | 67,90                   |
| ↳ Astenuti (% su iscritti) | ↳ Astenuti (% su iscritti)                | ↳ Astenuti (% su iscritti) | 23 281                  | 32,10                   |
|                            |                                           |                            |                         |                         |
|                            | Esito: collegio confermato a Conservatore |                            |                         |                         |

## Risultati dei referendum

### Referendum sulla permanenza del Regno Unito nell'Unione europea del 2016
|             | Collegio | Lasciare UE % | Rimanere in UE % |
| ----------- | -------- | ------------- | ---------------- |
|             | Totnes   | 54,0%         | 46,0%            |
| Inghilterra | 53,3%    | 46,7%         |                  |
| Regno Unito | 51,9%    | 48,1%         |                  |